# Thomas O. St-Pierre
Thomas O. St-Pierre est un écrivain québécois. Né à Québec en 1986, il a publié des romans et des essais.

## Biographie
Il enseigne la philosophie au niveau collégial pendant cinq ans, notamment au collège Montmorency à Laval (Québec). Il devient ensuite traducteur, puis réviseur linguistique. Il habite désormais la ville de Québec.
Romancier et essayiste, il a aussi signé des fictions et des articles dans différentes revues, dont L’inconvénient, Zinc et Liberté.
Il est le créateur du néologisme «modophobie», qui signifie détester l'époque dans laquelle on vit en adoptant une posture de supériorité morale et intellectuelle.

## Œuvres

### Romans
- Même ceux qui s’appellent Marcel, Montréal, Leméac Éditeur, 2014, 293 p.  (ISBN 9782760933903 et 2760933903)
- Charlotte ne sourit pas, Montréal, Leméac Éditeur, 2016, 242 p.  (ISBN 9782760947412 et 2760947416)
- La chasse aux autres, Montréal, Leméac Éditeur, 2018, 233 p.  (ISBN 9782760947887 et 2760947882)
- Absence d’explosion, Montréal, Leméac Éditeur, 2020, 134 p.  (ISBN 9782760948259 et 2760948250)

### Essais
- Miley Cyrus et les malheureux du siècle, Montréal, Atelier 10 (Nouveau projet), 2018, 105 p.  (ISBN 9782897593490, 2897593490, 9782897593506 et 2897593504)
- Le cabinet de Barbe-Bleue, Montréal, Leméac Éditeur, 2023, 104 p.  (ISBN 9782760994836)
- Le roman tranquille, Montréal, Nota Bene, 2025, 150 p.  (ISBN 9782895188605)

## Prix et honneurs
- 2019: Lauréat du tout premier Prix de création littéraire Bibliothèque de Québec-Salon international du livre de Québec dans la catégorie Essai, pour Miley Cyrus et les malheureux du siècle[6].
- 2021: Finaliste au Prix de création littéraire Bibliothèque de Québec-Salon international du livre de Québec dans la catégorie littérature adulte pour son roman Absence d'explosion[7].